# Saint-Genis-d'Hiersac
Saint-Genis-d'Hiersac és un municipi francès situat al departament del Charente i a la regió de la Nova Aquitània. L'any 2007 tenia 850 habitants.

## Demografia

### Població
El 2007 la població de fet de Saint-Genis-d'Hiersac era de 850 persones. Hi havia 349 famílies de les quals 89 eren unipersonals (35 homes vivint sols i 54 dones vivint soles), 128 parelles sense fills, 109 parelles amb fills i 23 famílies monoparentals amb fills.
La població ha evolucionat segons el següent gràfic:
Habitants censats

### Habitatges
El 2007 hi havia 384 habitatges, 350 eren l'habitatge principal de la família, 12 eren segones residències i 23 estaven desocupats. 381 eren cases i 2 eren apartaments. Dels 350 habitatges principals, 267 estaven ocupats pels seus propietaris, 74 estaven llogats i ocupats pels llogaters i 9 estaven cedits a títol gratuït; 6 tenien dues cambres, 35 en tenien tres, 109 en tenien quatre i 200 en tenien cinc o més. 237 habitatges disposaven pel capbaix d'una plaça de pàrquing. A 131 habitatges hi havia un automòbil i a 186 n'hi havia dos o més.

### Piràmide de població
La piràmide de població per edats i sexe el 2009 era:
| Homes | Edats   | Dones |
| ----- | ------- | ----- |
| 0     | 95 o +  | 0     |
| 4     | 90 a 94 | 4     |
| 8     | 85 a 89 | 8     |
| 4     | 80 a 84 | 12    |
| 20    | 75 a 79 | 12    |
| 20    | 70 a 74 | 28    |
| 16    | 65 a 69 | 12    |
| 32    | 60 a 64 | 12    |
| 16    | 55 a 59 | 24    |
| 24    | 50 a 54 | 20    |
| 32    | 45 a 49 | 36    |
| 40    | 40 a 44 | 36    |
| 28    | 35 a 39 | 20    |
| 28    | 30 a 34 | 40    |
| 28    | 25 a 29 | 16    |
| 12    | 20 a 24 | 20    |
| 24    | 15 a 19 | 28    |
| 36    | 10 a 14 | 36    |
| 24    | 5 a 9   | 24    |
| 20    | 0 a 4   | 8     |

## Economia
El 2007 la població en edat de treballar era de 537 persones, 415 eren actives i 122 eren inactives. De les 415 persones actives 380 estaven ocupades (213 homes i 167 dones) i 36 estaven aturades (9 homes i 27 dones). De les 122 persones inactives 52 estaven jubilades, 29 estaven estudiant i 41 estaven classificades com a «altres inactius».

### Ingressos
El 2009 a Saint-Genis-d'Hiersac hi havia 341 unitats fiscals que integraven 840,5 persones, la mediana anual d'ingressos fiscals per persona era de 17.666 €.

### Activitats econòmiques
Dels 27 establiments que hi havia el 2007, 1 era d'una empresa extractiva, 1 d'una empresa alimentària, 3 d'empreses de fabricació d'altres productes industrials, 7 d'empreses de construcció, 3 d'empreses de comerç i reparació d'automòbils, 2 d'empreses de transport, 1 d'una empresa d'hostatgeria i restauració, 2 d'empreses immobiliàries, 4 d'empreses de serveis, 2 d'entitats de l'administració pública i 1 d'una empresa classificada com a «altres activitats de serveis».
Dels 12 establiments de servei als particulars que hi havia el 2009, 1 era una oficina de correu, 3 tallers de reparació d'automòbils i de material agrícola, 2 fusteries, 2 lampisteries, 1 electricista, 1 empresa de construcció, 1 perruqueria i 1 restaurant.
L'únic establiment comercial que hi havia el 2009 era una fleca.
L'any 2000 a Saint-Genis-d'Hiersac hi havia 40 explotacions agrícoles que ocupaven un total de 1.740 hectàrees.

## Equipaments sanitaris i escolars
L'únic equipament sanitari que hi havia el 2009 era una farmàcia.
El 2009 hi havia una escola elemental.

## Poblacions més properes
El següent diagrama mostra les poblacions més properes.